# Tesařík rudý
Tesařík rudý (Pyrrhidium sanguineum) je běžný druh tesaříka žijící v listnatém dřevě.

## Vývoj
Jarní druh se objevuje na dřevě někdy v březnu, dubnu až v červnu. Květy nevyhledává. K hostitelským rostlinám larvy patří především dub, méně buk, habr, jilm i ovocné stromy. Samice klade vajíčka po jednom pod šupiny i do kůry čerstvě mrtvých ještě stojících i pokácených kmenů a do větví, ležících na zemi. Dává přednost k slunci orientovaným místům. Larva vykusuje pod kůrou krátkou, jen asi 10 až 15 cm dlouhou a stále se rozšiřující chodbu. Kuklí se v komůrce v běli. Brouk prolézá larvální chodbou a dřevo opouští šikmo situovaným oválným otvorem. Vývoj trvá jeden nebo dva roky.

## Zbarvení
Brouk je převážně rudý, ale občas se objeví jedinci se žlutavými krovkami, které jsou, stejně jako štít, porostlé zlatožlutým tomentem. V tom případě tykadla i končetiny jsou světle hnědé.

## Výskyt
K jeho biotopům patří dubové a smíšené lesy, zahrady i parky od nížin do středně vysokých hor. Nejednou se objeví ve skladištích dřeva a na pilách a s palivovým dřívím i ve venkovských domech.